# Список кардиналов, возведённых папой римским Урбаном V

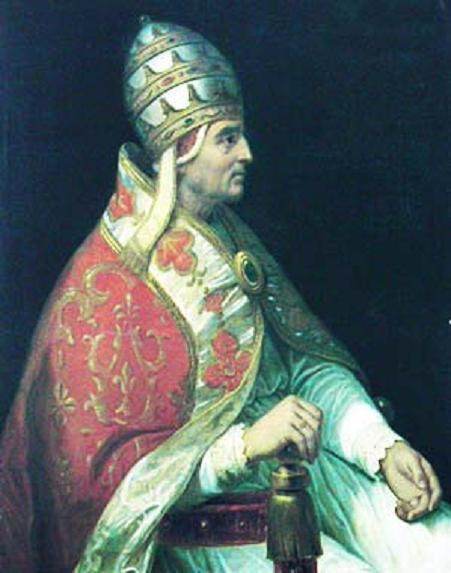
Папа Урбан V

Кардиналы, возведённые Папой римским Урбаном V — 14 прелатов, клириков и мирян были возведены в сан кардинала на четырёх Консисториях за восьмилетний понтификат Урбана V.
Самой большой консисторией, была Консистория от 22 сентября 1368 года, на которой было назначено восемь кардиналов.

## Консистория от 18 сентября 1366 года
- Анжелик де Гримоар, C.R.S.A., епископ Авиньона (Франция);
- Гийом де ла Судре, O.P., епископ Марселя (Франция);
- Марко да Витербо, O.F.M., генеральный министр своего ордена (Папская область).

## Консистория от 12 мая 1367 года
- Гийом д’Эгрефой младший, O.S.B.Clun., декан соборного капитула и апостольский протонотарий (Авиньонское папство).

## Консистория от 22 сентября 1368 года
- Арно Бернар дю Пуже, титулярный латинский патриарх Александрийский и апостольский администратор Кавайона (Авиньонское папство);
- Филипп де Кабассоль, титулярный латинский патриарх Иерусалимский (Авиньонское папство);
- Саймон Лэнгхем, O.S.B., архиепископ Кентерберийский (королевство Англия);
- Бернар дю Боске, архиепископ Неаполя (Неаполитанское королевство);
- Жан де Дорман, епископ Бове, канцлер Франции (Франция);
- Этьен де Пуасси, епископ Парижа (Франция);
- Пьер де Баньяк, епископ Кастра (Франция);
- Франческо Тебальдески, приор патриаршей Ватиканской базилики, в Риме (Папская область).

## Консистория от 7 июня 1370 года
- Пьер д’Эстен, O.S.B., архиепископ Буржа (Франция);
- Пьетро Корсини, епископ Флоренции (Флорентийская республика).